# Wellsburg (Iowa)
Wellsburg è un comune degli Stati Uniti d'America, situato nello Stato dell'Iowa, nella contea di Grundy.